# Francheville (Orne)
Francheville è un comune francese di 148 abitanti situato nel dipartimento dell'Orne nella regione della Normandia.

## Società

### Evoluzione demografica
Abitanti censiti